# Thomas Parr
Thomas Parr (Winnington, asseritamente 1483 – Londra, 14 novembre 1635) è stato un uomo inglese che, secondo la tradizione, sarebbe vissuto 152 anni. È noto in inglese come Old Tom Parr, il Vecchio Tom Parr.

## Leggenda
Secondo il mito, Thomas Parr nacque nel 1483 presso Shrewsbury, figlio di un John Parr di Winnington nella contea di Shropshire. Nel 1500 uscì di casa e si mise a servizio domestico al castello di Rowton; nel 1518 prese possesso di una piccola tenuta ereditata dal padre. All'età di ottant'anni Parr si unì in matrimonio con la prima delle sue due mogli, Jane Taylor. Da lei ebbe due bambini, un maschio e una femmina, entrambi morti in tenera età. Parr era colpevole di adulterio e aveva avuto un figlio illegittimo dalla relazione con un'altra donna, Katherine Milton: per questo all'età di cent'anni si sottopose a pubblica penitenza, esponendosi avvolto in un lenzuolo bianco nella sua parrocchiale. Morta Jane Taylor, a 122 anni l'uomo prese una seconda moglie, Jane Lloyd, che non gli diede figli.
Man mano che la sua età cresceva, la fama del Vecchio Parr aumentava, al punto che fu ritratto da Rubens e van Dyck. Nel 1635 il conte Thomas Howard di Arundel, in visita alle sue proprietà nello Shropshire, venne a conoscenza della sua incredibile storia. Con la sua semplice dieta di formaggio, cipolle, pane integrale, latticello e mild ale, l'uomo era ancora vivo e vegeto dopo oltre un secolo e mezzo. Entusiasta della scoperta, il nobiluomo condusse Parr a Londra da re Carlo I. Si narra che il sovrano abbia chiesto al vecchio cosa mai avesse fatto di speciale, rispetto agli altri uomini, per vivere tanto a lungo. Parr rispose semplicemente di aver fatto una penitenza.
Ma una volta a Londra, il cambiamento d'ambiente e di abitudini fu fatale all'anziano: nel giro di alcune settimane, il Vecchio Parr morì. Carlo fece seppellire le spoglie in Westminster il 15 novembre 1635. Un esame autoptico fu condotto da William Harvey.
Sulla tomba fu inciso:
| THO: PARR OF YE COUNTY OF SALLOP. BORNE IN AD: 1483. HE LIVED IN YE REIGNES OF TEN PRINCES VIZ: K.ED.4. K.ED.5.K.RICH.3. K.HEN.7.K.HEN.8.K.EDW.6.Q.MA.Q.ELIZ K.JA. & K. CHARLES. AGED 152 YEARES. & WAS BURYED HERE NOVEMB. 15. 1635. |

## Interpretazione corrente
Thomas Parr era certamente un uomo anziano nel 1635, ma è ovviamente inverosimile che sia nato davvero nel 1483. Il vecchio non aveva ricordi del XV secolo, né era in grado di affermare con certezza la propria età. Tutta la documentazione scientifica diretta del caso si esaurisce nella ricognizione post mortem effettuata dallo stimato Harvey (colui che per primo descrisse compiutamente il sistema circolatorio): il medico trovò gli organi interni in condizioni perfette, e così anche i genitali, accreditando il fatto che l'uomo avesse rapporti con la seconda moglie fin quasi a 140 anni. Non una volta, però, osò ipotizzare che egli fosse in realtà molto più giovane di quanto affermato. L'ipotesi più credibile è che la data di nascita di Parr sia stata in realtà confusa con quella di suo nonno. Se ciò sia avvenuto di proposito o accidentalmente non è dato sapere.